# Hans Bonnet (Ägyptologe)
Hans Bonnet (* 22. Februar 1887 in Hirschberg; † 27. Oktober 1972 in Bonn) war ein deutscher Ägyptologe.

## Biographie
Bonnet studierte zunächst seit 1906 Klassische Philologie in Breslau, seit 1907 Ägyptologie und Archäologie an der Universität Leipzig, wo er 1916 bei Georg Steindorff promoviert wurde, dessen Assistent er seit 1910 war. 1922 habilitiert er sich an der Universität Halle, wo er bis 1928 als Privatdozent lehrte. Von 1928 bis zu seiner Emeritierung 1955 wirkte er als Professor für Ägyptologie an der Universität Bonn.
Auch während der Zeit des Nationalsozialismus behielt er seine Integrität. Sein Lehrer charakterisierte ihn 1945 in der sogenannten Steindorff-Liste als einen der edelsten Menschen unter den deutschen Ägyptologen, der seinem jüdischen Lehrer Steindorff unter anderem nach der „Reichskristallnacht“ Schutz und ein Versteck angeboten hatte.
Bonnets Hauptforschungsgebiete waren die ägyptische Archäologie und vor allem die Religion. Als sein Hauptwerk kann sein 1952 erschienenes Reallexikon der ägyptischen Religionsgeschichte gelten.

## Schriften
- Die altägyptische Schurztracht, Leipzig 1916, DNB 571856691 (Dissertation Universität Leipzig 1916, 44 Seiten, 6 Tafeln, 4: Originaltitel Die ägyptische Tracht bis zum Ende des neuen Reiches, als: Untersuchungen zur Geschichte und Altertumskunde Ägyptens. Band 7, Heft 2).
- Die ägyptische Tracht bis zum Ende des Neuen Reiches (= Untersuchungen zur Geschichte und Altertumskunde Ägyptens, 73 Seiten, Band 7, 9 Tafeln, 4),  Hinrichs, Leipzig 1917, DNB 57893289X.
- Ägyptisches Schrifttum, Deutscher Verein für Buchwesen und Schrifttum, Leipzig 1919, DNB 363903291
- Bilderatlas zur Religionsgeschichte Teil: Lieferung 2/4, Ägyptische Religion, Deichert, Leipzig / Erlangen 1924, DNB 365286737.
- Die Waffen der Völker des Alten Orients, J. C. Hinrichs, Leipzig 1926, DNB 572474156.
  - Die Waffen der Völker des Alten Orients, neue Ausgabe Verlag Primus, Leipzig 2013, ISBN 978-3-8262-3012-7, als pdf: ISBN 978-3-8262-4009-6.
- Ein frühgeschichtliches Gräberfeld bei Abusir (= Veröffentlichungen der Ernst von Sieglin Expedition in Aegypten, Band 4), Vorwort: Georg Steindorff, Hinrichs, Leipzig 1928, DNB 579231690.
- Reallexikon der ägyptischen Religionsgeschichte, de Gruyter, Berlin 1952, DNB 450553388.
  - 3. unveränderte Auflage, Reprint, De Gruyter, Berlin 2010, ISBN 978-3-11-082790-3.